# 比亚里茨市政赌场
比亚里茨市政赌场（Casino municipal de Biarritz）是一座装饰风艺术风格的建筑，位于法国新阿基坦大区大西洋比利牛斯省比亚里茨, 建于1929年，建筑师阿尔弗雷德·劳莱（Alfred Laulhé）。1990年部分翻新，1992年被列为法国历史遗迹。

## 历史
1856年至1858年间，贝尼托·德蒙福特（Benito R.de Monfort）建造了第一个赌场。 

## 建筑师
1879年3月14日，阿尔弗雷德·拉穆鲁（Alfred Lamoureu）或劳莱（Laulhé），出生于比亚里茨（Biarritz），是法国大道上一位面包师的儿子。在巴约纳完成高中学业后，进入巴黎建筑学院（école spéciale d'architecture de Paris）莱纳德工作室（Latelier Laynaud），1900年毕业。从1903年到1905年，他与爱德华·尼尔曼（Édouard Niermans）合作重建了巴拉斯酒店（Hôtel du Palais）。 他与这家著名公司合作，又与承包商女儿阿梅莉·布尔泰尔（Amelie Bourtayre）联姻，都助其事业发展一臂之力。1956年，阿尔弗雷德·劳莱于在比亚里茨的戈迪亚达别墅（villa Gordiada）去世，没有后代。

## 建筑
赌场坐落在比亚里茨市中心的大海滩（Grande Plage）。除了游戏室和接待室外，它还包括剧院、游泳池、餐厅和体育酒吧。受保护的历史元素包括门廊、廊道和立面。
它现在由巴赫瑞集团（Groupe Barrière）运营。该集团投资530万欧元，进行9个月的整修，于2014年6月开业。